# Сичик-горобець малий
Сичик-горобець малий (Taenioptynx brodiei) — вид птахів родини совових (Strigidae). Поширений в Південно-Східній Азії.

## Поширення
Включає два підвиди. Номінальний підвид торапляється в північно-східному Афганістані (де, можливо, вже не збереглися), Пакистані, через північну Індію, Непал, Бутан і Бангладеш до південному сходу Китаю, М'янми, Таїланду, Лаосу, В'єтнаму, Камбоджі на південь до півострова Малайзія. Підвид pardalotum є ендеміком Тайваню. Населяє гірські та передгірні ліси, відкриті узлісся, більш сухі ліси та більш відкриті чагарникові місця проживання, переважно на висоті 1350—2750 м, але іноді до 2900 м і приблизно до 700 м у Китаї.

## Опис
Невелика сова, досягає довжини тіла від 15 до 17 см. Голова сіро-бура з численними білуватими та охристими плямами. Вушка з пір'я відсутні. Спина сіро-бура з темними і світлими горизонтальними смугами. Птах має яскраві білі брови та білу пляму на горлі.

## Спосіб життя
Сова активна вдень і в сутінках. Навіть при яскравому сонці ї іноді можна помітити, як перетинає лісові галявини та полює. Загалом, вона виявляє значно меншу нічну поведінку, ніж багато інших сов. Раціон складається переважно з дрібних птахів. Також полює на мишей, ящірок, цикад, коників, жуків та інших комах. У Гімалаях період розмноження триває з березня по червень. Як місце гніздування використовує дупла дерев. У кладці зазвичай чотири білих яйця.